# Krivošík István
Krivošík István (Diószeg, 1928. március 11.) színházigazgató, diplomata.

## Élete
1940–1945 között a komáromi bencés gimnáziumban tanult, majd 1946–1949 között a szlovák gimnázium diákja volt. 1953-ban szerzett jogi diplomát a pozsonyi Comenius Egyetemen. Előbb tanársegédként, később adjunktusként dolgozott. 1960–1963 között a pozsonyi rádió magyar adásának főszerkesztője, 1963–1968 és 1971–1977 között a komáromi Magyar Területi Színház igazgatója volt. Közben 1969–1971 között a Szlovák Nemzeti Tanács Nemzetiségi Bizottságának titkára, illetve a Természet és Társadalom főszerkesztője volt. 1977-től 1988-as nyugdíjazásáig a budapesti csehszlovák nagykövetség tanácsosa volt.

## Művei
Írt a 2005-ös Komáromi Öregdiákba.